# Ріверсайд (Коннектикут)
Ріверсайд (англ. Riverside) — переписна місцевість (CDP) в США, в окрузі Ферфілд штату Коннектикут. Населення — 8843 особи (2020).

## Географія
Ріверсайд розташований за координатами 41°1′48″ пн. ш. 73°35′1″ зх. д. / 41.03000° пн. ш. 73.58361° зх. д. (41.030093, -73.583719).  За даними Бюро перепису населення США в 2010 році переписна місцевість мала площу 8,36 км², з яких 6,26 км² — суходіл та 2,10 км² — водойми.

## Демографія
Згідно з переписом 2010 року, у переписній місцевості мешкало 8416 осіб у 2907 домогосподарствах у складі 2245 родин. Густота населення становила 1007 осіб/км².  Було 3074 помешкання (368/км²).
Расовий склад населення:
| - 87,8 % — білих - 7,6 % — азіатів - 1,4 % — чорних або афроамериканців - 0,1 % — корінних американців - 1,5 % — осіб інших рас |

До двох чи більше рас належало 1,5 %. Частка іспаномовних становила 7,9 % від усіх жителів.
За віковим діапазоном населення розподілялося таким чином: 32,1 % — особи молодші 18 років, 53,1 % — особи у віці 18—64 років, 14,8 % — особи у віці 65 років та старші. Медіана віку мешканця становила 41,4 року. На 100 осіб жіночої статі у переписній місцевості припадало 95,0 чоловіків;  на 100 жінок у віці від 18 років та старших — 85,6 чоловіків також старших 18 років.
Середній дохід на одне домашнє господарство  становив 239 751 долар США (медіана — 154 018), а середній дохід на одну сім'ю — 283 507 доларів (медіана — 214 250). Медіана доходів становила 182 000 доларів для чоловіків та 61 382 долари для жінок. За межею бідності перебувало 3,7 % осіб, у тому числі 3,0 % дітей у віці до 18 років та 6,5 % осіб у віці 65 років та старших.
Цивільне працевлаштоване населення становило 3608 осіб. Основні галузі зайнятості: фінанси, страхування та нерухомість — 29,1 %, науковці, спеціалісти, менеджери — 19,7 %, освіта, охорона здоров'я та соціальна допомога — 13,4 %, мистецтво, розваги та відпочинок — 8,1 %.